# Halber Mensch
Halber Mensch, стилизовано как ½ Mensch (нем. Получеловек или Пол-человека) — третий студийный альбом немецкой экспериментальной музыкальной группы Einstürzende Neubauten. Был впервые издан в 1985 году лейблом Some Bizzare Records, затем, после длительного конфликта с этим лейблом, переиздан группой в 2003 году в заново сведённом варианте и с изменённой обложкой.

## Об альбоме
Halber Mensch — один из наиболее известных альбомов Einstürzende Neubauten. В отношении музыки и звука, альбом свидетельствует о расширении творческих экспериментов группы. В частности, в таких композициях, как «Yü-Gung (Fütter Mein Ego)», появляются элементы электронной музыки, а заглавная вещь исполняется практически целиком а-капелла.

## Список композиций
1. «Halber Mensch» — 4:13
2. «Yü-Gung (Fütter Mein Ego)» — 7:14
3. «Trinklied» — 1:15
4. «Z.N.S.» — 5:40
5. «Seele Brennt» — 4:05
6. «Sehnsucht (Zitternd)» — 2:55
7. «Der Tod Ist Ein Dandy» — 6:41
8. «Letztes Biest (Am Himmel)» — 3:28

Бонус-треки
На различных изданиях могут присутствовать следующие бонус-треки:
- «Das Schaben» — 9:22
- «Sand» (кавер-версия песни Нэнси Синатры и Ли Хэзлвудa) — 3:30
- «Yü-Gung (ремикс Эдриана Шервуда)» — 7:28

## Участники записи
- Бликса Баргельд
- Ф. М. Айнхайт
- Александр Хаке
- Н. У. Унру
- Марк Чунг